# Stour

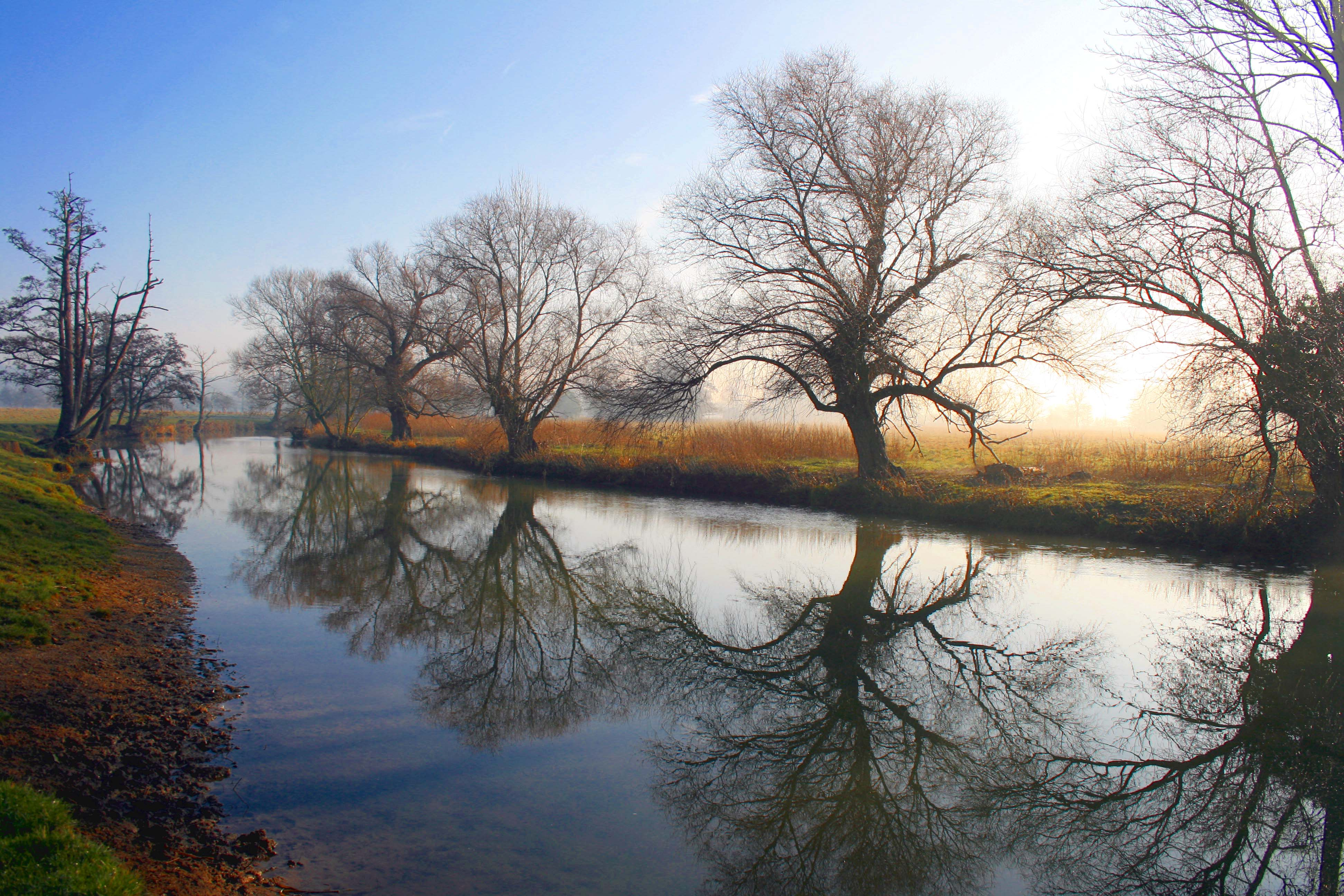
De Stour in Dedham, Essex

De Stour is een rivier in het oosten van Engeland.
De Stour ontspringt in de heuvels van Cambridgeshire en stroomt in oostelijke richting naar Harwich, waar zij in de Noordzee uitmondt. De rivier vormt een natuurlijke grens tussen de graafschappen Essex en Suffolk. De Stour verandert bij Manningtree: daar verandert het van een rivier in een waddengebied, dat in open verbinding met de Noordzee staat.
Het golvende landschap langs de Stour werd in de 19e eeuw vastgelegd door de schilder John Constable en is verklaard tot Area of Outstanding Natural Beauty.
- Library of Congress Control Number: sh96004742
- Nationale Bibliotheek van Israël: 987007551651105171
- Virtual International Authority File: 315161668